# 菓子戦争
菓子戦争 （かしせんそう、スペイン語: Guerra de los pasteles フランス語: Guerre des Pâtisseries）は、1838年に起きたフランスのメキシコへの干渉戦争である。ナポレオン3世のメキシコ出兵にたいして第1次メキシコ干渉戦争ともいう。 

## 背景
この戦争の原因は、メキシコ共和国初期の広範な騒擾に由来している。1828年に、マヌエル・ゴメス・ペドラサ大統領がロレンソ・デ・サバラをメヒコ州知事職から追放すると、サバラはアントニオ・ロペス・デ・サンタ・アナの支援を受けて、メキシコシティの守備隊の大部分を自身の味方として集めることができた。メキシコシティでの4日間の戦闘はサバラの勝利に終わり、ビセンテ・ゲレロが新大統領に就任した。
この際の市街戦によって住民の財産の多くが破壊された。平均的な市民は損害について頼りにするものをほとんど持たなかった。彼らを代弁する領事や代表者もいなかった。暴徒や賊によって財産が損害を受けたり破壊されたりした外国人は、通常メキシコ政府から補償を得ることはできず、自分たちの本国政府に助けを求めた。フランス人たちも繰り返し要求を行ったが、フランス政府は問題を放置していた。

## 戦争

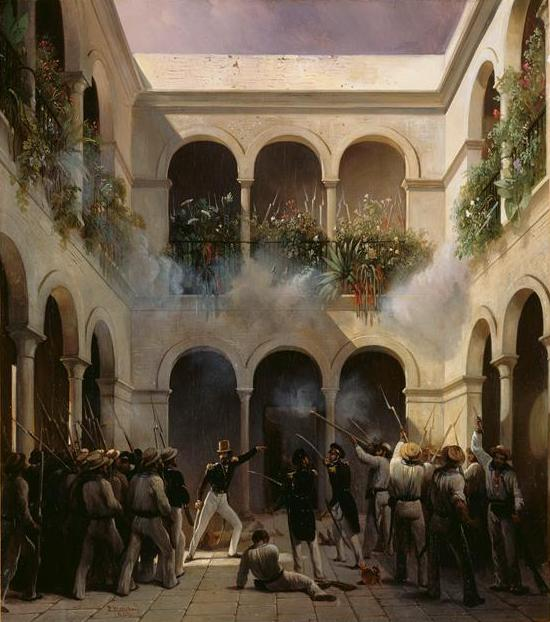
ベラクルスでジョアンヴィル公指揮下のフランス軍がメキシコのアリスタ将軍の抵抗を攻撃するようす。

1838年、フランスの菓子職人ルモンテルは、メキシコシティのタクバヤ地区の店が1828年にメキシコ軍の士官の略奪によって破壊されたと主張した。彼は当時のフランス王ルイ・フィリップに訴えかけた。救済に動いたフランスは、60万ペソを賠償としてメキシコ政府に要求した。当時の労働者の1日の賃金が1ペソであり、それと比較するとこれはあまりにも高額であった。 
この額に加えて、メキシコはフランスから何百万ドルもの負債をデフォルトしていた。フランスの外交官ドゥフォーディ男爵はメキシコに支払いの最後通牒を突きつけ、フランスは満額の支払いを要求した。
アナスタシオ・ブスタマンテ大統領が支払いは無理だと返答すると、王は、ユカタン半島からリオグランデ川までのメキシコの全ての港湾の封鎖を宣言し、サン・ファン・デ・ウルーア要塞の砲撃を行い、ベラクルスの港を占領するため、海軍少将の シャルル・ボダン指揮下の艦隊を派遣した。メキシコ海軍のほぼ全てが1838年12月にベラクルスで拿捕され、メキシコはフランスに宣戦を布告した。
貿易の遮断により、メキシコ人は密輸入をテキサスのコーパスクリスティで行い、密輸品をメキシコにもたらした。
テキサス共和国の港湾の封鎖を怖れ、テキサス共和国軍の大隊はメキシコの密輸を止めるためにパトロールを開始した。
密輸組織のひとつは、およそ100バレルの小麦粉の積荷を湾口に捨てたので「小麦粉海岸」などと呼ばれた。
それまでメキシコとの関係を警戒していたアメリカ合衆国は、フランスの封鎖作戦を支援するために「ウッドベリー（USRC Woodbury）」というスクーナー（2本以上のマストのある帆船）を派遣した。 
フランスとテキサス共和国との話し合いがもたれ、テキサスの国土を攻撃しないことに合意した。

## サンタ・アナの役回り
その頃、明確な政府の権限のないまま行動していたサンタ・アナは、ハラパ近郊の引退先の農場を出てベラクルスを調査した。
彼は政府に自身の派遣を志願し、すぐに彼は必要なあらゆる手段を講じてフランスとの戦闘を行うよう命令を受けた。
彼はメキシコ軍を率いてフランス軍と戦い、敵軍の後衛との小競り合いにおいて、フランス軍の散弾で左足を負傷した。
彼は左足を切断せざるを得ず、その足は軍葬に付された
。
話術に長けた宣伝とともに負傷を利用してサンタ・アナは権勢を盛り返した。

## 終結
イギリスの外交的な仲介によって、最終的にはブスタマンテ大統領は60万ペソの支払いを受諾し、フランス軍は1839年3月9日に撤退した。

## 参照
1. ↑  http://orangeleader.com/local/x2056600153/Santa-Anna-s-Leg

- Nofi, Albert A.; The Alamo and the Texas War for Independence; Da Capo Press; ISBN 0-306-80563-4
- Warner, Michael S.; Consise Encyclopedia of Mexico; Fitzroy Dearborn.
- Marley, David; Wars of the Americas: a chronology of armed conflict in the New World, 1492 to the present

(上記の参考文献は英語版の作成に使用されたもので、日本語版の作成には使用していない)